# Nina Gnilitskaïa
Nina Gnilitskaïa (en russe : Нина Гнилицкая ; 1er août 1916 – 10 décembre 1941) est une soldate et une scout de la 465e Compagnie d'infanterie de reconnaissance séparée motorisée de la 383e Division de fusiliers de la 18e Armée sur le Front du Sud pendant la Seconde Guerre mondiale. Après avoir combattu jusqu'à la mort contre les soldats allemands ayant découvert sa cachette, elle est la seule éclaireuse de l'Armée rouge à recevoir le titre de Héros de l'Union soviétique à titre posthume, le 31 mars 1943,.

## Enfance et éducation
Gnilitskaya est née en 1916 dans une famille de paysans russe du village de Kniaginevka dans l'Empire russe (aujourd'hui en Ukraine). Après l'obtention de son diplôme d'école secondaire dans sa ville natale, elle commence à travailler dans une mine à l'âge de 16 ans en tant que transporteuse et opératrice de téléphonie. Avant l'invasion allemande de l'Union soviétique, elle suit des cours sur la lutte anti-aérienne et la guerre chimique,.

## Seconde Guerre mondiale
Peu après le lancement de l'opération Barbarossa en 1941, elle demande à rejoindre l'Armée rouge, mais est refusée à cause de son sexe. En novembre, sa ville natale est prise par les troupes de l'Axe. À cette occasion, elle offre un abri à un membre d'une troupe de reconnaissance scoute de l'Armée rouge, lui fournissant des vêtements civils avant de l'escorter jusqu'au lieu de stationnement de son unité, volant trois charrettes tirées par des Allemands sur le chemin ; à un point de contrôle, elle le fait passer pour son époux. Le 2 novembre, elle est acceptée dans l'Armée rouge en tant que bénévole dans la 465e Compagnie d'infanterie de reconnaissance séparée motorisée en raison de sa connaissance de la région, ayant grandi dans le  village de Kniaginevka, stratégiquement important car proche de la ville du charbon, Khroustalny. En plus de fournir les premiers soins aux troupes, elle participe également au combat direct avec des armes légères et des grenades et des tournées de reconnaissance. Pendant la campagne défensive du Donbass, elle participe à plusieurs missions de reconnaissance derrière les lignes ennemies.
Une mission en novembre conduit son unité à recueillir des informations sur le déploiement des troupes de l'Axe à Kniaginevka, Andreevka et Vesïoloïe en plus des emplacements des troupes dans Korennoe. Ces informations conduisent les troupes soviétiques à être en mesure d'empêcher les Allemands de s'emparer de la centrale de Stergres (aujourd'hui Mioussynsk en Ukraine). Le lendemain, elle combat durant cinq heures avec le reste des hommes de son unité contre l'avancée des troupes ennemies, bataille au cours de laquelle elle réussit à contourner leur ligne de contrôle et ouvre le feu sur les troupes ennemies de derrière eux, provoquant la panique. Pendant ce temps, les soviétiques organisent une contre-attaque poussant l'ennemi au repli. Au cours de cette bataille, Gnilitskaïa tue dix soldats allemands et sauve quatre blessés du champ de bataille.
Sur une autre mission en novembre, le groupe de scouts entre sur le territoire contrôlé par les Allemands sous le couvert de l'obscurité. Après avoir lancé deux grenades dans une maison, tuant douze soldats, l'unité met la main sur de précieux documents militaires et fait un prisonnier comme ordonné par leur commandant. Pour son travail en tant que scoute, elle est nommée pour l'ordre de l'Étoile rouge par le commandant de la 383e division d'Infanterie, mais le Major-Général de la 18e Armée n'accepte de lui remettre que la médaille du Courage.

## Dernière mission et mort
Dans le cadre d'une grande opération de la 18e Armée pour reprendre le contrôle de Kniaginevka et des villages alentour, la 465e Compagnie d'infanterie de reconnaissance séparée motorisée est déployée dans la nuit du 9 décembre pour identifier les points de tir et mieux estimer les effectifs allemands, accompagnée d'un bataillon de fusiliers. Sous le commandement du commissaire de la compagnie Spartak Zhelezny, l'unité est autorisée à procéder à la reconnaissance par le feu dans le cadre d'un effort plus large de la 383e division d'Infanterie et d'une partie de la 18e Armée pour expulser les forces allemandes de la région. Mais l'unité omet de fournir une couverture adéquate pour les scouts lors de leur entrée dans le village, ils se retrouvent donc encerclés par les Allemands et se réfugient dans une maison voisine. Les chiens des Allemands découvrent leur cachette vers 1 h 40 du matin et une fusillade s'ensuit. Gnilitskaïa combat jusqu'à la fin de ses munitions, continuant de se battre même mortellement blessée. Elle essaye de se suicider pour éviter la capture, mais échoue, et elle est tuée par les soldats allemands à coups de baïonnettes avant que son cadavre ne soit brûlé. Des seize scouts envoyés sur la mission, un seul réussit à s'échapper de la maison et fournit un compte-rendu des événements. Les restes mutilés des quinze scouts tués pendant la mission sont découverts le 4 mars 1942 par les troupes soviétiques. Gnilitskaïa et le commissaire de la compagnie de reconnaissance reçoivent à titre posthume l’an médaille de Héros de l'Union soviétique, le 31 mars 1943,.
Elle est enterrée dans une fosse commune à Bokovo Khroustalne, en Ukraine actuelle.

## Distinctions
- Héros de l'Union soviétique[7]
- Ordre de Lénine[7]
- Médaille du Courage[6]

## Hommages
- Une statue à son image est placée dans la rue aux héros de Khroustalny pour commémorer ses actions pendant la guerre[3].
- La maison où les quinze scouts ont combattu jusqu'à la mort contient une plaque commémorative[1].